# Rejon brahiński
Rejon brahiński (biał. Брагінскі раён, Brahinski rajon, ros. Бра́гинский райо́н, Braginskij rajon) – rejon w południowo-wschodniej Białorusi, w obwodzie homelskim. Leży na terenie dawnego powiatu rzeczyckiego.

## Geografia
Rejon brahiński ma powierzchnię 1960,46 km². Lasy zajmują powierzchnię 991,58 km², bagna 92,97 km², obiekty wodne 45,52 km².

## Demografia
Liczba ludności rejonu wynosi 15 500 osób (19. miejsce w obwodzie), w tym w warunkach miejskich zamieszkuje 5 900 osób, tzn. w centrum rejonu, Brahiniu 3 700 i w osiedlu typu miejskiego Komaryn - 2 200 osób. Wg spisu powszechnego z 1999 rejon zamieszkują: Białorusini - 86,8%, Ukraińcy - 7,3%, Rosjanie - 4,9%, inni - 1%. Funkcjonują 3 wspólnoty prawosławne i 3 protestanckie. 
Liczba ludności rejonu zmniejsza się. Dane z wybranych lat:
- 1990: 17 500
- 1998: 17 400
- 2005: 16 600
- 2006: 15 900
- 2008: 15 600
- 2009: 15 500